# Muara Ore
Muara Ore is een bestuurslaag in het regentschap Tapanuli Tengah van de provincie Noord-Sumatra, Indonesië. Muara Ore telt 938 inwoners (volkstelling 2010).